# Juniperus convallium
Juniperus convallium är en cypressväxtart som beskrevs av Alfred Rehder och Ernest Henry Wilson. Juniperus convallium ingår i släktet enar och familjen cypressväxter.
Arten förekommer i bergstrakter i södra Kina i provinserna Gansu, Qinghai, Sichuan, Xizang (Tibet) och Yunnan. Utbredningsområdet ligger 2200 till 4430 meter över havet. Juniperus convallium och andra träd bildar här ofta dvärgformer som liknar buskar. Övriga delar av landskapet är en bergsstäpp. Typiska andra växter i samma region tillhör släktena Abies, Picea, Quercus, Seriphidium, Caragana och Rosa. Två andra arter av samma släkte, Juniperus saltuaria och Juniperus tibetica, förekommer likaså.
För beståndet är inga hot kända. Oklart är hur klimatförändringar kommer påverka Juniperus convallium. IUCN kategoriserar arten globalt som livskraftig (LC).

## Underarter
Arten delas in i följande underarter:
- J. c. convallium
- J. c. microsperma